# Hegarmanah (Sagaranten)
Hegarmanah is een bestuurslaag in het regentschap Sukabumi van de provincie West-Java, Indonesië. Hegarmanah telt 4872 inwoners (volkstelling 2010).